# 魯元公
魯元公（？—前416年），姬姓，名嘉，為戰國諸侯國魯國君主之一，是魯國第二十八任君主。他為魯悼公兒子，承襲魯悼公擔任該國君主，在位21年。政權仍受三桓季孫氏、孟孫氏、叔孫氏掌控。